# Mirusia Louwerse
Mirusia Louwerse (ur. 29 marca 1985 w Brisbane) – australijska sopranistka holenderskiego pochodzenia.

## Życiorys
Ukończyła w 2006 konserwatorium muzyczne Queensland przy Griffith University. Była najmłodszą laureatką nagrody im. Joan Sutherland. Wykonywała solowe partie w operach Czarodziejski flet Mozarta, L’enfant et les sortilèges Ravela i inne. W 2006 w niezależnym wydawnictwie nagrała album She Walks in Beauty.
W 2007 nawiązała współpracę z André Rieu, holenderskim skrzypkiem i dyrygentem, biorąc udział w jego trasach koncertowych. W 2008 Universal Music Australia wydało ich wspólny album muzyki operowej Waltzing Matilda, który w Australii przez dwa tygodnie zajmował pierwsze miejsce na głównej krajowej liście przebojów ARIA Charts. W 2010 nagrała drugi solowy album Always and Forever, który został wydany przez oddziały Universal Music Group w Australii i Holandii.